# Apeadero Km 389
Apeadero Km 389 es una estación ferroviaria ubicada en las afueras de la localidad de Ibicuy en la provincia de Entre Ríos, Argentina.

## Servicios
Es estación intermedia del servicio del Ferrocarril General Urquiza de la red ferroviaria argentina, en el ramal que se presta desde la estación Libertador General San Martín hasta la estación Ibicuy.